# Associazione Sportiva Frosinone 1982-1983
Questa voce raccoglie le informazioni riguardanti l'Associazione Sportiva Frosinone nelle competizioni ufficiali della stagione 1982-1983.

## Rosa
| N. |                   | Ruolo | Calciatore         |
| -- | ----------------- | ----- | ------------------ |
|    | Italia (bandiera) | A     | Raoul Albani       |
|    | Italia (bandiera) | C     | Stefano Amadio     |
|    | Italia (bandiera) | D     | Eugenio Atzori     |
|    | Italia (bandiera) | D     | Mauro Bencivenga   |
|    | Italia (bandiera) | P     | Marco Cari         |
|    | Italia (bandiera) | D     | Luigi Consigli     |
|    | Italia (bandiera) | C     | Giuliano Farinelli |
|    | Italia (bandiera) | C     | Giovanni Fasciano  |
|    | Italia (bandiera) | D     | Claudio Gorghetto  |
|    | Italia (bandiera) | C     | Maurizio Marchetti |
|    | Italia (bandiera) | D     | Ivano Martini      |

| N. |                       | Ruolo | Calciatore         |
| -- | --------------------- | ----- | ------------------ |
|    | San Marino (bandiera) | C     | Marco Mazza        |
|    | Italia (bandiera)     | D     | Angelo Miele       |
|    | Italia (bandiera)     |       | Monaco             |
|    | Italia (bandiera)     | A     | Elso Pelle         |
|    | Italia (bandiera)     | C     | Raniero Pellegrini |
|    | Italia (bandiera)     | C     | Mauro Persiani     |
|    | Italia (bandiera)     | C     | Mario Saccomanno   |
|    | Italia (bandiera)     | A     | Paolo Santarelli   |
|    | Italia (bandiera)     | A     | Mario Scorza       |
|    | Italia (bandiera)     | D     | Roberto Sesena     |

## Risultati

### Campionato

#### Girone di andata
| 19 settembre 1982 1ª giornata | Marsala | 1 – 0 | Frosinone |  |

| 26 settembre 1982 2ª giornata | Frosinone | 1 – 0 | Licata |  |

| 3 ottobre 1982 3ª giornata | Palmese | 1 – 1 | Frosinone |  |

| 10 ottobre 1982 4ª giornata | Frosinone | 1 – 1 | Frattese |  |

| 17 ottobre 1982 5ª giornata | Turris | 2 – 0 | Frosinone |  |

| 24 ottobre 1982 6ª giornata | Frosinone | 1 – 0 | Sorrento |  |

| 31 ottobre 1982 7ª giornata | Alcamo | 2 – 1 | Frosinone |  |

| 7 novembre 1982 8ª giornata | Frosinone | 2 – 0 | Ercolanese |  |

| 14 novembre 1982 9ª giornata | Banco di Roma | 0 – 1 | Frosinone |  |

| 21 novembre 1982 10ª giornata | Frosinone | 1 – 1 | Casoria |  |

| 28 novembre 1982 11ª giornata | Siracusa | 0 – 0 | Frosinone |  |

| 5 dicembre 1982 12ª giornata | Frosinone | 1 – 0 | Latina |  |

| 12 dicembre 1982 13ª giornata | Frosinone | 0 – 1 | Potenza |  |

| 19 dicembre 1982 14ª giornata | Gioiese | 4 – 0 | Frosinone |  |

| 9 gennaio 1983 15ª giornata | Frosinone | 1 – 0 | Akragas |  |

| 16 gennaio 1983 16ª giornata | Grumese | 2 – 1 | Frosinone |  |

| 23 gennaio 1983 17ª giornata | Frosinone | 0 – 0 | Messina |  |

#### Girone di ritorno
| 30 gennaio 1983 18ª giornata | Frosinone | 1 – 0 | Marsala |  |

| 6 febbraio 1983 19ª giornata | Licata | 0 – 0 | Frosinone |  |

| 13 febbraio 1983 20ª giornata | Frosinone | 3 – 0 | Palmese |  |

| 20 febbraio 1983 21ª giornata | Frattese | 3 – 1 | Frosinone |  |

| 27 febbraio 1983 22ª giornata | Frosinone | 1 – 0 | Turris |  |

| 6 marzo 1983 23ª giornata | Sorrento | 0 – 1 | Frosinone |  |

| 13 marzo 1983 24ª giornata | Frosinone | 0 – 0 | Alcamo |  |

| 20 marzo 1983 25ª giornata | Ercolanese | 1 – 2 | Frosinone |  |

| 2 aprile 1983 26ª giornata | Frosinone | 2 – 0 | Banco di Roma |  |

| 10 aprile 1983 27ª giornata | Casoria | 0 – 0 | Frosinone |  |

| 17 aprile 1983 28ª giornata | Frosinone | 2 – 2 | Siracusa |  |

| 1º maggio 1983 29ª giornata | Latina | 0 – 0 | Frosinone |  |

| 8 maggio 1983 30ª giornata | Potenza | 2 – 0 | Frosinone |  |

| 15 maggio 1983 31ª giornata | Frosinone | 2 – 0 | Gioiese |  |

| 22 maggio 1983 32ª giornata | Akragas | 2 – 0 | Frosinone |  |

| 29 maggio 1983 33ª giornata | Frosinone | 2 – 0 | Grumese |  |

| 5 giugno 1983 34ª giornata | Messina | 3 – 1 | Frosinone |  |